# Olivia Asselin
Olivia Asselin (* 24. Februar 2004 in Lévis, Québec) ist eine kanadische Freestyle-Skierin. Sie startet in den Disziplinen Slopestyle und Big Air.

## Werdegang
Asselin begann mit acht Jahren mit dem Freestyle-Skiing und startete international erstmals im Januar 2019 im Waterville Valley Resort im Nor-Am-Cup. Dabei belegte sie die Plätze neun und sechs im Slopestyle. Bei den Juniorenweltmeisterschaften 2019 in Kläppen kam sie auf den 17. Platz im Slopestyle und auf den sechsten Rang im Big Air. Ihr Debüt im Freestyle-Skiing-Weltcup hatte sie im November 2019 in Modena, welches sie auf dem achten Platz im Big Air beendete. Bei den Weltmeisterschaften 2021 in Aspen errang sie den 18. Platz im Slopestyle. Nach drei Top-Zehn-Platzierungen im Weltcup zu Beginn der Saison 2021/22, holte sie bei den Winter-X-Games 2022 in Aspen die Bronzemedaille im Big Air.

## Erfolge

### Olympische Spiele
- Peking 2022: 8. Big Air, 11. Slopestyle

### Weltmeisterschaften
- Aspen 2021: 18. Slopestyle

### Weltcupwertungen
| Saison  | Gesamt | Gesamt | Park & Pipe | Park & Pipe | Slopestyle | Slopestyle | Big Air | Big Air |
| Saison  | Platz  | Punkte | Platz       | Punkte      | Platz      | Punkte     | Platz   | Punkte  |
| ------- | ------ | ------ | ----------- | ----------- | ---------- | ---------- | ------- | ------- |
| 2019/20 | 62.    | 21,4   | -           | -           | 10.        | 107        | 17.     | 32      |
| 2020/21 | -      | -      | 42.         | 26          | -          | -          | 10.     | 26      |
| 2021/22 | -      | -      | 12.         | 149         | 12.        | 97         | 8.      | 52      |
| 2022/23 | –      | –      | 13.         | 189         | 15.        | 79         | 5.      | 110     |
| 2023/24 | –      | –      | 21.         | 130         | 7.         | 130        | -       | -       |

### Winter-X-Games
- Winter-X-Games 2022: 3. Big Air
- Winter-X-Games 2023: 5. Slopestyle, 8. Big Air
- Winter-X-Games 2024: 1. Knuckle Huck, 8. Slopestyle
- Winter-X-Games 2025: 1. Street, 2. Knuckle Huck, 2. Slopestyle